# Palpita cirralis
Palpita cirralis is een vlinder uit de familie van de grasmotten (Crambidae), uit de onderfamilie van de Spilomelinae. De wetenschappelijke naam van deze soort is voor het eerst voorgesteld als Sisyrophora cirralis door Charles Swinhoe in een publicatie uit 1897.
De soort komt voor in Indonesië (Borneo).